# Barny Boatman
Barny Matthew P. Boatman (* 10. Januar 1956 in London) ist ein professioneller britischer Pokerspieler aus England. Er ist zweifacher Braceletgewinner der World Series of Poker und trägt den Spitznamen Barmy Barny.

## Persönliches
Boatman wuchs in London auf. Sein Babysitter war zeitweise der spätere Komiker und Schauspieler Dudley Moore. Boatman brach früh die Schule ab und bereiste im jungen Alter die Welt. Dabei arbeitete er als Barkeeper, Journalist, Programmierer, Baumeister, Englischlehrer sowie Rechtsberater und lebte in Barcelona, Australien, Hongkong und Sri Lanka. Heute wohnt er in London.

## Pokerkarriere

### Werdegang
Boatman begann in den frühen 1990er-Jahren gemeinsam mit seinem Bruder Ross sowie mit Joe Beevers und Ram Vaswani im Londoner Stadtteil Hendon in privaten Runden Poker zu spielen. Die vier gründeten die Pokergruppe Hendon Mob, die schnell überregionale Bekanntheit erlangte und von der Onlineplattform Full Tilt Poker gesponsert wurde.
Seine erste Geldplatzierung bei einem Live-Turnier erzielte der Brite Anfang April 1998 in Nova Gorica. Im Mai 2000 war er erstmals bei der World Series of Poker (WSOP) im Binion’s Horseshoe in Las Vegas erfolgreich und kam zweimal ins Geld, u. a. belegte er den 16. Platz im Main Event. Bei der WSOP 2002 verpasste Boatman knapp den Gewinn eines Bracelets und wurde bei einem Turnier in Pot Limit Hold’em Zweiter. Mitte Dezember 2004 kam er erstmals beim Main Event der World Poker Tour in die Geldränge und belegte beim Five Diamond World Poker Classic im Hotel Bellagio am Las Vegas Strip den 15. Platz für knapp 50.000 US-Dollar Preisgeld. Im März 2005 schaffte es der Brite bei der neu gegründeten European Poker Tour (EPT) ins Geld und belegte beim Main Event in Monte-Carlo den 23. Platz für 11.900 Euro. Ende Oktober 2011 erreichte er beim EPT-Main-Event im italienischen Sanremo den Finaltisch und beendete das Turnier auf dem vierten Platz für 225.000 Euro Preisgeld. Bei der mittlerweile im Rio All-Suite Hotel and Casino ausgespielten WSOP 2013 gewann Boatman sein erstes Bracelet und erhielt eine Siegprämie in Höhe von knapp 550.000 US-Dollar. Im August 2015 sicherte er sich bei der in Berlin ausgetragenen World Series of Poker Europe in der Variante Pot Limit Omaha sein zweites Bracelet sowie ein Preisgeld von mehr als 50.000 Euro. Bei der World Series of Poker Europe im King’s Resort in Rozvadov erreichte der Brite Mitte November 2022 im Main Event den Finaltisch und beendete das Turnier auf dem mit rund 180.000 Euro dotierten siebten Platz.
Insgesamt hat sich Boatman mit Poker bei Live-Turnieren knapp 4 Millionen US-Dollar erspielt.

### Braceletübersicht
Boatman kam bei der WSOP 77-mal ins Geld und gewann zwei Bracelets:
| Jahr   | Buy-in | Turnier          | Teilnehmer | Preisgeld |
| ------ | ------ | ---------------- | ---------- | --------- |
| 2013 E | 1500 $ | No-Limit Hold’em | 2247       | 546.080 $ |
| 2015 E | 0550 € | Pot Limit Omaha  | 0503       | 054.725 € |